# Феофан (Данченков)
Епи́скоп Феофа́н (в миру Андрей Юрьевич Данченков; 28 февраля 1975, Рязань) — архиерей Русской православной церкви, епископ Волжский и Сернурский.

## Биография
Андрей Данченков родился 28 февраля 1975 года в Рязани в семье рабочих.
В 1993 году, по окончании профессионально-технического училища № 39 города Рязани, поступил в Рязанское духовное училище. В течение учебного года нёс послушание иподиакона и келейника у архиепископа Рязанского и Касимовского Симона (Новикова).
1 октября 1994 года, после окончания обучения в Рязанском духовном училище, архиепископом Рязанским и Касимовским Симоном (Новиковым) в храме Преображения Господня («Спас на Яру») города Рязани рукоположён в сан диакона целибатом, 14 октября в Борисоглебском кафедральном соборе города Рязани тем же архиепископом — в сан иерея.
22 января 1995 года в храме преподобного Сергия Радонежского села Эммануиловка Шацкого района Рязанской области архиепископом Рязанским и Касимовского Симоном (Новиковым) пострижен в монашество с именем Феофан в честь святителя Феофана Затворника. В течение года после хиротонии совершал богослужения в Борисоглебском кафедральном соборе, храме иконы Божией Матери «Всех скорбящих Радость» и храме Преображения Господня («Спас на Яру») города Рязани.
В 1996—1998 годы нёс послушание благочинного Свято-Троицкого мужского монастыря города Рязани.
9 сентября 1998 года назначен и. о. настоятеля Николо-Чернеевского мужского монастыря в селе Старочернеево Шацкого района Рязанской области. 6 октября согласно прошению архиепископа Симона Священный Синод утвердил иеромонаха Феофана в должности настоятеля Николо-Чернеевского мужского монастыря.
20 апреля 2000 года был возведён в сан игумена.
В 2002 году окончил Московскую духовную семинарию.
В 2002—2007 годах в возглавляемом им Николо-Чернеевском монастыре проведена реставрация храмов и жилых помещений.
29 мая 2011 года архиепископ Рязанский и Касимовский Павел (Пономарёв) совершил Великое освящение храма в честь Казанской иконы Божией матери в Николо-Чернеевском монастыре и в соответствии с принятым на Архиерейском соборе 2011 года «Положением о богослужебно-иерархических наградах Русской православной церкви» вручил настоятелю монастыря игумену Феофану жезл.
В связи с учреждением 5 октября 2011 года Скопинской епархии, вошёл в её клир и нёс в ней послушания председателя церковного суда, епархиального духовника и члена епархиального совета.
В 2015 году окончил кафедру теологии Рязанского государственного университета имени С. А. Есенина.
6 октября 2017 года решением Священного синода избран епископом Волжским и Сернурским. 11 октября в храме Преображения Господня села Заборово Александро-Невского района Рязанской области епископом Скопинским и Шацким Феодоритом (Тихоновым) был возведён в сан архимандрита.
3 ноября 2017 года в храме Святого благоверного князя Игоря Черниговского в Переделкине патриарх Московский и всея Руси Кирилл возглавил чин наречения архимандрита Феофана во епископа Волжского и Сернурского.
18 ноября 2017 года в Большом соборе Донского монастыря города Москвы была совершена его хиротония во епископа Волжского и Сернурского, которую совершили патриарх Кирилл, митрополит Санкт-Петербургский и Ладожский Варсонофий (Судаков), митрополит Минский и Заславский Павел (Пономарёв), митрополит Волоколамский Иларион (Алфеев), митрополит Калужский и Боровский Климент (Капалин), митрополит Истринский Арсений (Епифанов), митрополит Белгородский и Старооскольский Иоанн (Попов), митрополит Йошкар-Олинский и Марийский Иоанн (Тимофеев), митрополит Ростовский и Новочеркасский Меркурий (Иванов), митрополит Рязанский и Михайловский Марк (Головков), митрополит Ставропольский и Невинномысский Кирилл (Покровский), митрополит Вологодский и Кирилловский Игнатий (Депутатов), архиепископ Сергиево-Посадский Феогност (Гузиков), архиепископ Солнечногорский Сергий (Чашин), епископ Краснослободский и Темниковский Климент (Родайкин), епископ Орехово-Зуевский Пантелеимон (Шатов), епископ Егорьевский Тихон (Шевкунов), епископ Звенигородский Антоний (Севрюк), епископ Бронницкий Парамон (Голубка), епископ Люберецкий Серафим (Амельченков), епископ Скопинский и Шацкий Феодорит (Тихонов).
В 2018 году защитил степень магистра теологии. 8 июля 2021 года зачислен в аспирантуру МДА.

## Публикации
- Формирование законодательства, регулирующего процесс закрытия храма, и его применение на местах (по материалам Марийского края) // Церковный историк. — 2023. — № 3 (13). — С. 85—103. — doi:10.31802/CH.2023.13.3.006.
- Деятельность Союза воинствующих безбожников в МАССР в 1937—1939 гг. // Церковный историк. — 2025. — № 1 (19). — С. 69—86. — doi:10.31802/CH.2025.1.19.005.